# Pelecorhynchus mackerrasi
Pelecorhynchus mackerrasi är en tvåvingeart som beskrevs av Daniels 1977. Pelecorhynchus mackerrasi ingår i släktet Pelecorhynchus och familjen Pelecorhynchidae. Inga underarter finns listade i Catalogue of Life.